# パナソニック汐留美術館
パナソニック汐留美術館（パナソニックしおどめびじゅつかん、英語：Panasonic Shiodome Museum of Art.）とは、東京都港区東新橋にある私立美術館である。パナソニック株式会社の社内カンパニーであるエレクトリックワークス社が運営している。東京・ミュージアムぐるっとパス対象施設である。

## 概要
東京都港区東新橋、汐留シオサイトのパナソニック東京汐留ビル（パナソニック リビングショウルーム東京; 旧ナショナルセンター東京）の4階にある。
2003年（平成15年）4月に開館。当初は「松下電工 汐留ミュージアム」であったが、2008年（平成20年）10月1日に、松下電工が「パナソニック電工」に社名を変更したため、「パナソニック電工 汐留ミュージアム」に名称が変更され、さらにパナソニック電工のパナソニックへの合併に伴い、「パナソニック 汐留ミュージアム」という名称となった。
開館以来博物館法の法定外の博物館類似施設であったが、同社が運営する大阪府門真市のパナソニックミュージアム（松下幸之助歴史館）とややこしいことや、2019年（平成31年）2月20日、東京都教育委員会から「博物館に相当する施設」（博物館相当施設）に指定されたことから、同年4月1日、館の名称を「パナソニック 汐留ミュージアム」から「パナソニック汐留美術館」に変更した。
収蔵品は、ジョルジュ・ルオーの油彩と版画191点。その意味では、ルオーの専門美術館といえる。
また、ルオーとは関連性の薄い企画展示も行われているが、住宅や照明、陶磁器のような生活関連の美術品の展示が多いのも特徴的である。
照明器具などを扱っている会社の運営であるため、照明器具を肇め各種機器へのこだわりを自称している。
なお、当館の運営・活動にあたって、第17回西洋美術振興財団賞の「文化振興賞」を受賞している。

## 主な収蔵品
- 「法廷」（1909年）
- 「ミセレーレ」（1917年）
- 「女曲馬師（人形の顔）」（c.1925年）
- 「避難する人たち」（1948年）
- 「流れる星のサーカス」（1930年）
- 「受難」（1930年）